# The Iron Sheik
Hossein Khosrow Ali Vaziri (persky: حسین خسرو علی وزیری, romanizováno: Hossein Xosrô 'Ali Vaziri; 15. března 1942 – 7. června 2023), známější pod svým jménem the Iron Sheik, byl íránský wrestler a herec. Byl prvním a zatím jediným íránským šampionem v historii WWE, když vyhrál WWF World Heavyweight Championship v roce 1983.
V 80. letech minulého století zastával ve WWF roli velkého záporáka a jeho rivalita s Hulkem Hoganem udělala z Hogana jednu z největších televizních hvězd desetiletí. Později vytvořil tým s Nikolai Volkoffem, se kterým vyhrál WWF Tag Team Championship během akce WrestleMania. V roce 2005 byl uveden do síně slávy WWE.
Později ještě zápasil ve společnosti World Championship Wrestling. Svoji kariéru zakončil v roce 2010. Později se sporadicky objevoval ve vysílání WWE.

## Osobní život
Byl šíitský muslim a bývalý voják císařské íránské armády. V roce 1976 se oženil s Američankou Caryl Peterson. Měli spolu tři dcery. Tu nejstarší, Marissa Jeanne Vaziri, zabil při hádce její přítel Charles Warren Reynolds. Ten se později v roce 2016 zabil ve vězení. Jeho zbylé dcery mají dohromady pět dětí.

## Smrt
Zemřel doma dne 7. června 2023 ve Fayetteville ve státě Georgia. Příčinou smrti byla srdeční zástava se srdečním selháním a hypertenzí jako přispívajícími faktory.

## Úspěchy

### Zápas řecko-římský
- 1971 Zápas řecko-římský v národním šampionátu - 1. místo, 180.5 lbs

### Profesionální Wrestling
- World Wrestling Federation/World Wrestling Entertainment
  - WWF World Heavyweight Championship (1x)
  - WWF Tag Team Championship (1x) – s Nikolaiem Volkoffem
  - WWE Hall of Fame (2005)